# Нове Карвосекі
Нове Карвосекі (пол. Nowe Karwosieki) — село в Польщі, у гміні Брудзень-Дужий Плоцького повіту Мазовецького воєводства.
Населення — 140 осіб (2011).
У 1975-1998 роках село належало до Плоцького воєводства.

## Демографія
Демографічна структура станом на 31 березня 2011 року:
|          | Загалом | Допрацездатний вік | Працездатний вік | Постпрацездатний вік |
| -------- | ------- | ------------------ | ---------------- | -------------------- |
| Чоловіки | 76      | 19                 | 50               | 7                    |
| Жінки    | 64      | 19                 | 35               | 10                   |
| Разом    | 140     | 38                 | 85               | 17                   |